# L'ultimo treno da Mosca
L'ultimo treno da Mosca (Knight Without Armour) è un film del 1937 diretto da Jacques Feyder, con protagonisti Marlene Dietrich e Robert Donat. 
In Italia è stato distribuito anche con il titolo La contessa Alessandra.
Le musiche originali del film sono firmate da Miklós Rózsa che appare anche in un piccolo ruolo (non accreditato) di pianista. La direzione musicale venne affidata a Muir Mathieson.

## Trama
In Russia, alla vigilia della I Guerra Mondiale, il corrispondente inglese Ainsley J. Fothergill si infiltra in un gruppo rivoluzionario per conto del governo britannico, grazie alla sua perfetta conoscenza del russo. Arrestato e deportato in Siberia dopo un attentato in cui è coinvolto il suo gruppo, diventa amico di un capo bolscevico e, in seguito allo scoppio della Rivoluzione d'ottobre, rientra nella Russia Europea con la neonata Armata Rossa.
Nello stesso periodo, la contessa Alessandra Vladinoff, figlia di un ministro zarista bersaglio dell'attentato, sposa un aristocratico ufficiale che muore presto in guerra. La Rivoluzione la sorprende nella sua tenuta di campagna, dove viene presa dalla popolazione insorta e scampa per poco alla morte. Catturata dai bolscevichi, incontra Fothergill che si innamora di lei e si adopera per liberarla. Nel frattempo è scoppiata la guerra civile e i due devono destreggiarsi tra armate bianche e rosse, prima di raggiungere un'area controllata dalle truppe occidentali e mettersi in salvo.

## Produzione
Il film fu prodotto dalla London Film Productions. Venne girato dal luglio al novembre 1936.

## Distribuzione
Distribuito dalla United Artists Corporation, il film fu presentato in prima a Londra il 1º giugno 1937. Nelle sale cinematografiche USA uscì il 23 luglio, dopo la prima tenuta a New York l'8 luglio.
In Italia fu distribuito due volte al cinema: prima nel 1938 con il titolo La contessa Alessandra, poi nel 1953 con un ridoppiaggio eseguito l'anno precedente e il nuovo titolo L'ultimo treno da Mosca. Per la trasmissione televisiva fu ulteriormente ridoppiato (per la prima volta in versione integrale) e venne recuperato il titolo italiano originale con una leggera variante, diventando così La contessa Alexandra. Nel DVD del 2011 vengono utilizzati gli ultimi due doppiaggi contestualmente.